# Wudang quan

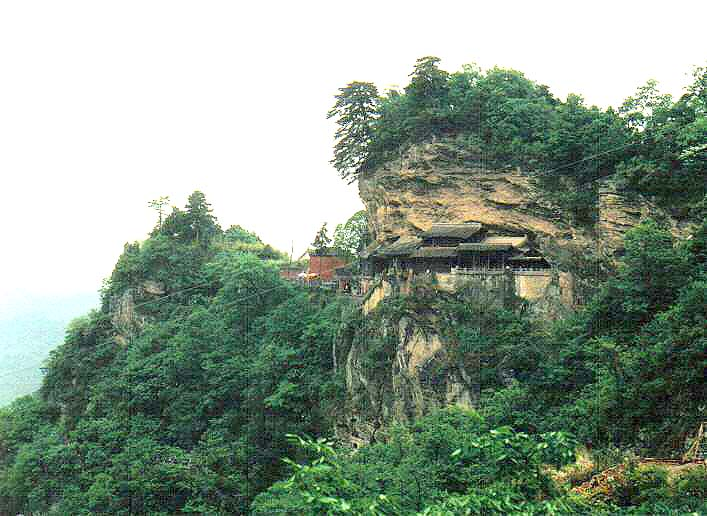
Templo Nanyan nas encostas das montanhas Wudang

O conjunto das práticas marciais internas divulgadas pelos templos das montanhas Wudang (武當山) é costumeiramente nomeado Wudang Quan (武當拳) (em pinyin, Wǔdāngquán; em Cantonês, mou5 dong1 kyun4).
Esta linhagem taoista das artes marciais internas é uma das mais antigas da China.

## As artes marciais internas de Wudang
O primeiro a descrever as artes marciais chinesas internas referindo-se ao contraste entre a "escola interna" ou de Wudang e a "escola externa" ou de Shaolin foi Huang Zongxi, em 1669 (conforme o artigo de Stanley Henning indicado na bibliografia abaixo).
Wudang é reconhecida como um dos principais redutos dos praticantes da linha essencialmente interna do Wu Shu.
Seus treinamentos priorizam a meditação e os exercícios de Qi Gong (controle da energia interna).
Wudangquan incorpora, em seus treinamentos, a teoria do yin yang e a Teoria dos Cinco Elementos (água, madeira, fogo, terra e metal) conforme os ensinamentos do I Ching e da filosofia taoista fundamentada em Lao Zi.
Referências aos movimentos de animais também são comuns em algumas destas práticas.
Os movimentos são treinados integrados às práticas internas associadas ao Tao Yin de modo a desenvolver a força interior tanto como método de ataque como de defesa.
Em Wudang, se diz:

Tai Chi Chuan não é só forma, como vem acontecendo no mundo moderno. Tai Chi Chuan é "chí", energia vital. Sem o cultivo do Chi, do Tai Chi Chuan resta apenas o corpo.
Nos templos de Wudang, são praticados, além do Tai Chi Chuan, outros estilos de artes marciais internas, como o Xing Yi Quan e o Baguazhang.
A prática de Wudangquan é também conhecida por seu treino com armas, que é muito famoso pelo seu uso da espada reta chinesa (jian). Esta fama é retratada no manhua O Tigre e o Dragão e no filme que tem o mesmo título. Ambos se baseiam nas novelas chinesas de artes marciais wuxia.

## Wudang e a origem do Tai Chi Chuan

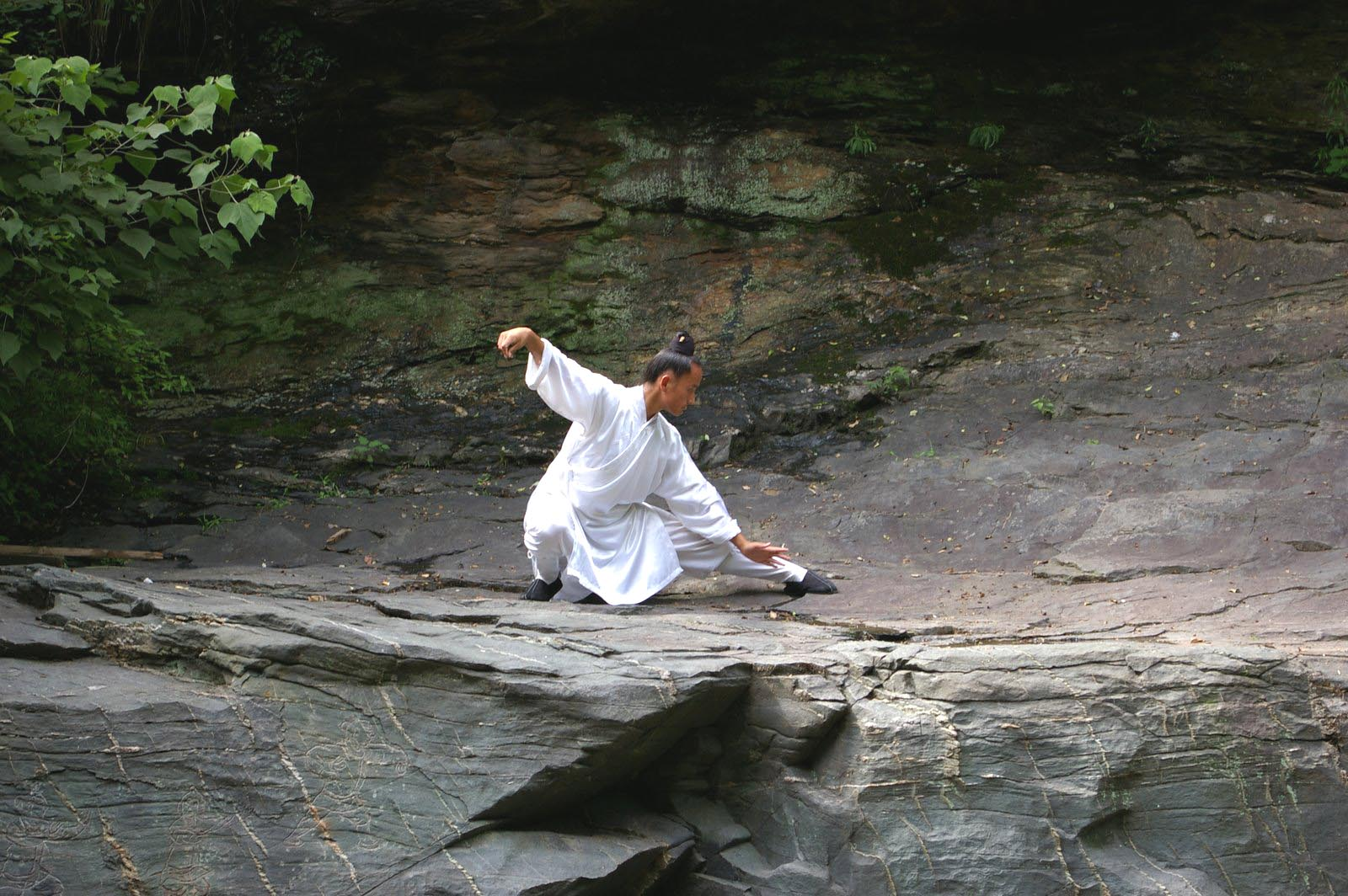
Prática de Tai Ji Quan nas montanhas de Wudang

A criação desta linhagem de "taiji quan" (ou tai chi chuan) é atribuída ao lendário mestre taoista Chang San Feng (張三豐) (em pinyin: Zhang Sanfeng), considerado por praticantes dos diversos estilos de Tai Chi Chuan como a fonte original de todos os estilos, que teria vivido nas montanhas Wudang.
A origem do Tai Chi Chuan é tradicionalmente relacionada aos ensinamentos dos diversos templos taoistas das montanhas Wudang. Esta prática ainda é realizada diariamente nestes templos seguindo tradições já com centenas de anos.

## Tai Chi Chuan de Wudang
Tai Chi Chuan de Wudang (武當太極拳) ou Tai Chi Wudang é o nome adotado pelo mestre Cheng Tinhung (鄭天熊) para o estilo de Tai Chi Chuan que divulgou a partir de Hong Kong. Esse estilo foi assim nomeado para reconhecer e homenagear Zhang Sanfeng como criador desta arte.